# 490
| [ Edytuj tabelę ]          |                           |
| Cesarz Bizancjum           | - 474 Zenon 491           |
| Król Franków               | - 481 Chlodwig I 511      |
| Król Kentu                 | - 488 Oisc 512            |
| Patriarcha Konstantynopola | - 489 Eufemiusz 495       |
| Władca Korei               | - 413 Changsu 491         |
| Król Mercji                | - 488 Icel 501            |
| Król Munsteru              | - 489 Fedlimid 493        |
| Król Ostrogotów            | - 471 Teodoryk Wielki 526 |
| Papież                     | - 483 Feliks III 492      |
| Król Persji                | - 488 Kawad I 531         |
| Król Wandalów              | - 484 Guntamund 496       |
| Król Wizygotów             | - 484 Alaryk II 507       |

Rok 490 / CDXC
stulecia: IV wiek ~
V wiek ~
VI wiek

lata: 480 «
485 «
486 «
487 «
488 «
489 «
490
» 491
» 492
» 493
» 494
» 495
» 500

## Wydarzenia
- Sierpień – pokonany przez króla Ostrogotów Teodoryka Wielkiego Odoaker wycofał się do Rawenny, rozpoczęło się oblężenie miasta.
- 11 sierpnia – bitwie nad Addą Ostrogoci pod wodzą Teodoryka pokonali wojska sprawującego władzę w Italii wodza germańskiego Odoakra.

## Urodzili się
- Narses, wódz wschodniorzymski (data sporna lub przybliżona)
- 3 maja – K'an Joy Chitam I, majański władca miasta Palenque

## Zmarli
- Święty Monitor